# Armenska visoravan
Armenska visoravan (arm. Հայկական լեռնաշխարհ) – središnje planinsko područje, od tri planinska područja u sjevernom dijelu Bliskog istoka. 
Na istoku, Armenska visoravan nastavlja se na Anadolijsku visoravan, na jugu je Iranska visoravan, a na sjeveru Veliki Kavkaz. Ovom planinskom sustavu pripadaju i planinski lanci Malog Kavkaza i Ararat koji je ujedno i najviši dio visoravni (visok 5165 m). Nadmorska visina raste idući prema središnjim dijelovima visoravni, i prosječno iznosi 1,500 do 3,000 metara.
Visoravan obuhvaća cijelo područje današnje Armenije, jug Gruzije, zapadni dio Azerbajdžana (uključujući Nahičevan), sjeverozapad Irana i istočni dio Turske. Ukupna površina iznosi oko 400,000 km².
Izrazito jaka vulkanska aktivnost u mezozoiku ostavila je na ovom području brojne ugašene vulkanske kupe (Ararat, Nemrut, Aragac). U području se nalaze i tri velika tektonska jezera: Urmija, Van i Sevan.
Iz ovog područja izvorno potječu pšenica i marelica, koje su se poslije proširile po svijetu.

## Značajni vrhovi
| #  | Vrh        | Visina  | Lokacija                 |
| -- | ---------- | ------- | ------------------------ |
| 1. | Ararat     | 5,137 m | Ağrı                     |
| 2. | Aragac     | 4,095 m | Aragacotn                |
| 3. | Süphan     | 4,058 m | Bitlis                   |
| 4. | Kapudžuh   | 3,906 m | Sjunik/ Ordubadski rajon |
| 5. | Kezelbogaz | 3,594 m | Sjunik                   |
| 6. | Aždahak    | 3,597 m | Geharkunik               |
| 7. | Artos      | 3,515 m | Van                      |